# Kabinett Ulmanis VIII

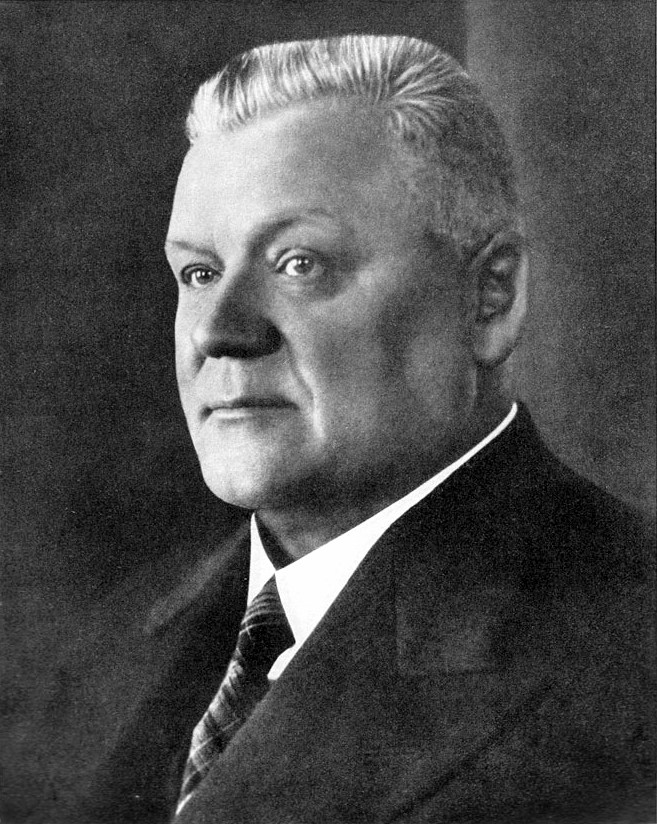
Ministerpräsident Kārlis Ulmanis

Das Kabinett Ulmanis VIII war die 19. Regierung der Republik Lettland und wurde am 18. Mai 1934 von Ministerpräsident Kārlis Ulmanis gebildet. Das Kabinett löste das Kabinett Ulmanis VII ab und blieb bis zum 20. Juni 1940 im Amt, woraufhin es vom Kabinett Kirhenšteins abgelöst wurde.
Dem Kabinett gehörten folgende Minister an:
| Amt                                      | Amtsinhaber                                       | Beginn der Amtszeit                        | Ende der Amtszeit                             |
| ---------------------------------------- | ------------------------------------------------- | ------------------------------------------ | --------------------------------------------- |
| Ministerpräsident                        | Kārlis Ulmanis                                    | 18. Mai 1934                               | 20. Juni 1940                                 |
| Stellvertretender Ministerpräsident      | Marģers Skujenieks                                | 18. Mai 1934                               | 9. Februar 1938                               |
| Außenminister                            | Kārlis Ulmanis Ludvigs Ēķis Vilhelms Munters      | 18. Mai 1934 18. April 1936 14. Juli 1936  | 17. April 1936 13. Juli 1936 20. Juni 1940    |
| Innenminister                            | Vilis Gulbis Kornēlijs Veidnieks                  | 18. Mai 1934 18. Januar 1939               | 17. Januar 1939 20. Juni 1940                 |
| Kriegsminister                           | Jānis Balodis Krišjānis Berķis                    | 18. Mai 1934 6. April 1940                 | 5. April 1940 20. Juni 1940                   |
| Finanzminister                           | Ludvigs Ēķis Alfreds Valdmanis Jānis Kaminskis    | 18. Mai 1934 16. Juni 1938 26. Juni 1939   | 15. Juni 1938 25. Juni 1939 20. Juni 1940     |
| Justizminister                           | Hermanis Apsītis                                  | 18. Mai 1934                               | 20. Juni 1940                                 |
| Landwirtschaftsminister                  | Jānis Kauliņš Jānis Birznieks                     | 18. Mai 1934 12. Juli 1935                 | 11. Juli 1935 20. Juni 1940                   |
| Minister für Transport                   | Bernhard Einbergs                                 | 18. Mai 1934                               | 30. April 1940                                |
| Verkehrsminister                         | Arturs Kāposts                                    | 1. Mai 1940                                | 20. Juni 1940                                 |
| Minister für öffentliche Angelegenheiten | Alfreds Jēkabs Bērziņš                            | 1. April 1937                              | 20. Juni 1940                                 |
| Minister für öffentliche Wohlfahrt       | Vladislavs Rubulis Hermanis Apsītis Jānis Volonts | 18. Mai 1934 27. Juni 1937 1. Januar 1938  | 26. Juni 1937 31. Dezember 1937 20. Juni 1940 |
| Minister für Handel und Industrie        | Jānis Blumbergs                                   | 25. Oktober 1939                           | 20. Juni 1940                                 |
| Bildungsminister                         | Ludvigs Adamovičs Augusts Tentelis Jūlijs Auškāps | 18. Mai 1934 11. Juli 1937 22. August 1938 | 10. Juli 1937 21. August 1938 20. Juni 1940   |